# Telephon-Billet

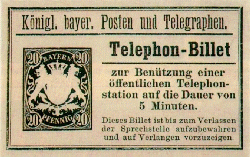
Das Telephon-Billet von 1891 gilt als einer der ersten Vorläufer der heutigen Telefonkarten

Telephon-Billets bzw. Fernsprechscheine wurden am 5. November 1883 im Königreich Bayern zuerst in München, später in einigen anderen Orten Bayerns, „zur Benützung einer öffentlichen Telephonstation auf die Dauer von 5 Minuten“ ausgegeben. In den vier Ecken befindet sich die Wertangabe, am Kopf der Ortsname über der Bezeichnung „Telephon-Anlage“. Der Entwurf war angelehnt an die Fahrkarten der Münchner Pferdetrambahn. Sie galten für öffentliche Telefonsprechstellen und sind damit ein Vorläufer der Telefonkarten. 
Zur Abwicklung des Telefonverkehrs von öffentlichen Sprechstellen aus nutzte man im Deutschen Reich ab 1881 bis 1891 bereits andere Fernsprechscheine. Beides waren Gebührenquittungen.
Des Weiteren wurden ab 1891 bayerische Telephon-Billets mit Wertzeicheneindruck hergestellt. Der Wertzeicheneindruck (10, 25, 50 Pfennig bzw. eine Mark) war der vorausbezahlte Gegenwert. 20-Pf-Billets konnten nur in manchen Orten gekauft und verwendet werden, alle anderen waren unbeschränkt einsatzfähig. 1901 kamen die letzten davon heraus. Diese Fernsprechscheine wurden 1908 außer Kurs gesetzt.
Diese vorausbezahlten und nummerierten Telefongutscheine werden unter Sammlern als Ganzsachen behandelt und sind in den entsprechenden Katalogen verzeichnet. Ähnliche Ganzsachen gab es in Frankreich.

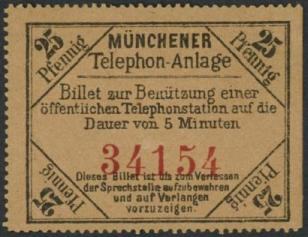
Bayerischer Fernsprechschein, verwendet ab 1883
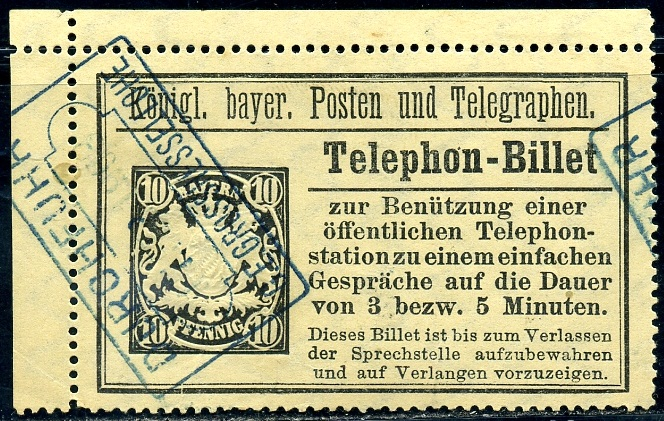
Telephon-Billet zu 10 Pfennigen aus dem Jahr 1894
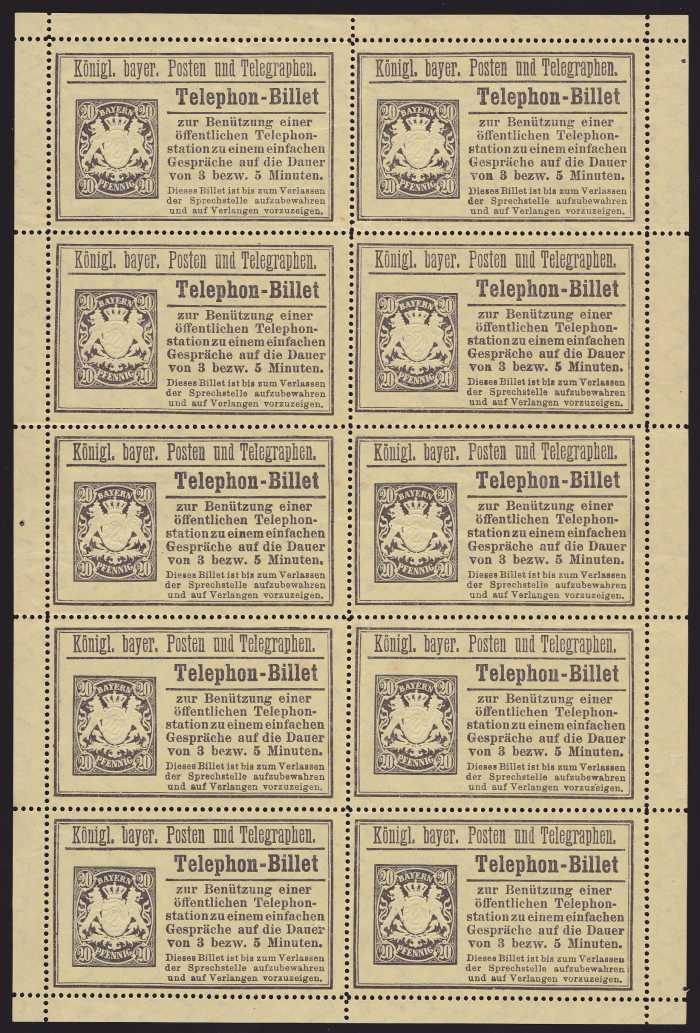
Ein Bogen von 20 Pf Telephon-Billets
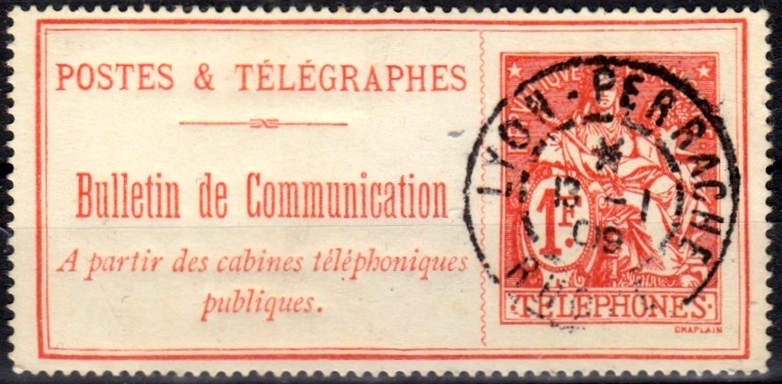
Französisches Telephon-Billet von 1909